# Madden NFL 17
Madden NFL 17 és un videojoc de futbol americà desenvolupat per EA Tiburon (Electronic Arts) para PlayStation 3, PlayStation 4, Xbox 360 i Xbox One, que va ser llançat el 23 d'agost de 2016 a Amèrica del Nord.

## Desenvolupament
El 12 de maig de 2016, EA Sports va pujar un tràiler a Youtube, en el qual van revelar algunes noves addicions que van ser afegides al joc. Aquests inclouen una millora a la manera "Ground Game", un redissenyo i una millor manera franquícia (Madden 365), noves formes d'entrenament i molts més.

## Portada
El jugador dels New England Patriots Rob Gronkowski, és el jugador portada del videojoc.

## Banda sonora
El 3 d'agost de 2016, EA Sports va anunciar la banda sonora del joc, el qual consta de 40 cançons d'artistes com 2 Chainz, Flume, Steve Aoki i Logic. La banda sonora va estar disponible per streaming en Spotify.